# 20世紀少年の登場人物
20世紀少年の登場人物（にじゅっせいきしょうねんのとうじょうじんぶつ）では、浦沢直樹の漫画『20世紀少年』とその完結編である『21世紀少年』、ならびにこれらを原作とした映画およびテレビスペシャルに登場する人物について述べる。
設定は基本的に原作の物を優先的に記述する。実写版で登場したキャラクターは、俳優も併せて記述している。

## ケンヂと仲間たち

### 主人公
ケンヂ / 遠藤 健児（えんどう けんじ）
演：唐沢寿明、田辺修斗（中学生）、西山潤（小学生）
〔悪魔くん、矢吹丈、悪魔のテロリスト、地下の悪の大王〕
本作の主人公。少年時代には仲間達と共に秘密基地を造り遊んでいた。当時の夢は地球を守り、悪者に立ち向かうヒーローになることだったが、少年時代に一度ジジババが経営する駄菓子屋で万引きし、その罪を意図せずとはいえカツマタに着せてしまい、これがきっかけでカツマタに強い恨みを抱かれることとなる。かなりのカナヅチでもあり、川に落ちて死に掛けたことが2回ある。中学時代にロックに目覚め、姉のキリコからエレキギターをもらい、大学時代にはチャーリー（後の春波夫）やビリーと共にバンドを結成するが、成功を収めることなくバンドは解散した。その後は、母のチヨや姪のカンナを養いながら、コンビニエンスストア（元は酒屋だった）の店長として平凡な生活を営んでいた。
しかし、少年時代に秘密基地での遊びで書いた「よげんの書」の出来事が“ともだち”とその一派によって実行されていくことで事件に巻き込まれていき、少年時代の友人ドンキーの死の真相と彼の遺言を聞かされる。さらに、放火により実家のコンビニを失うが、それがきっかけでよげんの書を発見し、“ともだち”の計画を阻止すべくかつての幼なじみ達を結集し行動を起こす。そして、2000年12月31日に巨大ロボットに蹂躙される東京を守るために立ち上がるが、ロボットの大爆発に巻き込まれてしまい記憶喪失となる。さらには“ともだち”によってこの事件の首謀者という汚名を着せられてしまい「世紀の悪魔」として教科書にも載せられてしまう。その後は日本中を放浪するが、2015年に「人類がウイルスで死滅した」というニュースを聴き、全ての記憶を取り戻す。ともだち暦3(2018)年には“ともだち”との因縁に決着をつけるべく蝶野将平らと共に関東軍を撃破して東京に向かう。
かつての母校で“ともだち”に謝罪し「俺達の遊びは終わりだ」と諭そうとするも、その直後に13番(田村マサオ)の操縦するヘリコプターが円盤に特攻し“ともだち”が瓦礫の下敷きになる。満身創痍の“ともだち”から“あの歌”をリクエストされ、ギターで弾き語りしながら彼の最期を看取った。
“ともだち”の死後、敷島教授の娘が巨大ロボットで反陽子爆弾のスイッチを踏ませて世界を滅亡させようとした際には、自らロボットに乗り込んで阻止する。
同窓会や少年時代のエピソードは原作者・浦沢直樹による経験がもとになっているが、本人は「ケンヂってキャラクター的には僕から遠いんですよ」と語っている。
映画版ではオッチョとの友情が強調されており、ケンヂを演じた唐沢は、「ケンヂをもう少し情けない感じの男にしたかった」と語っている。
名前はミュージシャンの遠藤賢司に由来。遠藤は映画版最終章にも出演している。
カンナ / 遠藤 カンナ（えんどう カンナ）
演：平愛梨、畠山彩奈（幼少期）
〔最後の希望、運命の子、神の子、氷の女王〕
本作のヒロインにして中盤の主人公。ケンヂの姉キリコと「ともだち」の娘で、ケンヂの姪にあたる。ケンヂを慕っており、彼の遺したカセットをいつも聴いている。また、彼女が被っている白い帽子は、かつてはケンヂが被っていた帽子であり彼の形見でもある。
秀才で運動能力が高く、ドーナツ好きである。小泉響子と同じ都立新大久保高等学校に在籍。
赤ん坊の頃からスプーン曲げやカード当てなどの力を発揮していた。人々を惹き付けるカリスマ的な存在であり、長年敵対していた中国マフィアとタイマフィアを停戦させるなど“ともだち”と戦う仲間を増やしていった。
仲間の多くが命を失った2015年以降は、ヨシツネを中心として政治犯の救出などを行っているゲンジ一派を「生温い」と考え対立。それ以降は一人で武装レジスタンスを立ち上げ、「氷の女王」と呼ばれる。その後、ケンヂの誕生日の8月20日にともだち本部に総攻撃を計画するが、オッチョの説得により中止。しかし、その直後に基地が地球防衛軍に攻撃を受け壊滅。そして、オッチョと共に親友隊に捕らえられ万丈目と対面し、“ともだち”暗殺を持ちかけられ一度は解放される。その後、万丈目配下である親友隊の協力のもと、オッチョ・ユキジと共にともだち府に正面から潜入し“ともだち”暗殺を決行しようとするも失敗する。
“ともだち”が人類を滅ぼすと宣言してからは、安全な万博会場に都民を集めて守るため音楽フェスを開催。“ともだち”を倒したケンヂと再会を果たす。
その後、アフリカで感染者の治療を行なっていたキリコと再会する。

### 秘密基地のメンバー
オッチョ / 落合 長治（おちあい ちょうじ）
演：豊川悦司、澤畠流星（小学生）
〔ショーグン、3番、グレート・アントニオ猪木、ハルク・ホーガン、アリンコ〕
ケンヂの幼なじみであり、親友。秘密基地で“よげんの書”を作ったときのメンバー。“ともだち”のシンボルマークの考案者。小さい頃はギョロ目で「目玉のオッチョ」と呼ばれていた。
小さい頃から優秀で、メンバーの中ではケンヂと並ぶリーダー的な存在であった。中学受験をきっかけにケンヂたちとは小学6年生頃から疎遠になる。その後は、順当に大学進学を経て一流企業に就職し、やがて結婚するという、典型的な高度経済成長期のエリート街道を歩む人生を送る。しかし、家庭を顧みないその働きぶりから家族とは疎遠になっていき、そのことが遠因となって息子を事故で失ってしまう。自責の念から絶望感に苛まれ、商社マンとして駐在していたタイのジャングルで車の事故を起こした際に修行僧と遭遇。彼の教えを請うためにそのまま行動を共にした。一週間後に社会復帰をするが、直後に会社をやめている。その後、再び失踪し一年後にインドで僧侶の姿をしてチベットに向かうところを目撃されている。以降はバンコクにて「ショーグン」の名で裏社会の汚れ仕事などをしていた。
その後、“ともだち”の存在を知ったことや、助けたホステスが友民党の人間に粛清されたことで、ケンヂの呼びかけと共に帰国を決意。以後行動を共にしていく。なお、物語の初期では“ともだち”がケンヂらの過去を知る人物という特徴から、彼が“ともだち”の正体ではないかと睨まれていた。
「血の大みそか」の後に捕らわれ、懲役300年の刑で海ほたる刑務所に投獄され、「3番」と呼ばれていたが、2014年に同じく投獄されていた漫画家の角田とともに脱獄し、都内に潜伏しつつ“ともだち”の正体と計画について探っていた。やがて捜査の過程で浮上したヤマネに接触。彼がその場に現れた“ともだち”を殺害するのを目撃し、その正体を知る。直後に再会を果たしたユキジら仲間たちは“ともだち”の予想外の死に困惑していたが、オッチョ自身はまだ何らかの続きがあると考えていた。
2015年、ウィルスが世界にばら蒔かれると、隔離政策に巻き込まれ大勢の都民と共に地方の収容所に送られるが再び脱走。その道中で人々がワクチンを巡って殺し合う光景を目撃し自身の心も挫けかけながらも、ともだち歴3年に東京へ戻る。
8月20日の決戦ではウィルスを散布する三機のUFOのうち二機を息子の幻影に見守られながら撃墜。息子と握手を交わし、贖罪の気持ちから一人涙を流した。
国連表彰はヨシツネ曰く「ケンヂ、ユキジとともに頑なに出席を辞退した」ことになっている。
修行時代の経験から麻薬などの幻覚作用に耐性を持つ。棒術を得意とし、その戦闘経験の豊富さからケンヂ一派でもその経験が発揮されることとなる。
ユキジ / 瀬戸口 ユキジ（せとぐち ゆきじ）
演：常盤貴子、松元環季（小学生）
ケンヂの幼なじみ。小学生の頃から勝ち気な性格で、祖父に柔道を習っていたこともあって「無敵」とまで称された。その後も彼女の「伝説」は絶えることはなく「他校の生徒13人と喧嘩して全員病院送りにした」「暴走族の頭を丸裸にして縛り上げた」などと噂されており、話に尾鰭がついて誇大化されているもののほぼ事実であった。女子ながら男勝りな性格だったことからケンヂ達からは「オトコオンナ」と呼ばれていたが、実は本人はお淑やかな女性に憧れていた。当初、ユキジはそれらを過去の汚点として恥じていた。ケンヂに密かに好意を寄せていたが、思いを告げられずにいた。
成人後は税関職員の職に就いていたことが縁で“ともだち”の計画の一端に関わることになる。血の大みそかの時はオッチョ・モンちゃんと共に友民党本部に潜入し、以後彼女を気遣うケンヂたちの計らいで車で待機していた。血の大みそか以降は、東京に出てきたカンナを引き取り面倒を見ていた。ともだち暦3年には、活動を続けながらも閉鎖するまで柔道の道場をひらいていた。
実写版での名は「瀬戸口 雪路」。
ヨシツネ / 皆本 剛（みなもと つよし）
演：香川照之、小倉史也（小学生）
ケンヂの幼なじみ。子供の頃はひ弱だった。秘密基地で“よげんの書”を作ったときのメンバー。
嫁に子供を連れて逃げられるなど冴えないサラリーマン生活を送っていた。少年時代には神様のボウリング場建設で秘密基地が潰された後も、一人で再建を試みていた。
血の大みそかの際に死亡したとされていたが、実際は生き延びていた。それ以後は独自にレジスタンス活動を行っており、自身もともだちランドの清掃係として潜入捜査を行いながら密かに“ともだち”の秘密を探っていた。その際に小泉響子と出会い、彼女を助けることになる。ともだち暦以降は“ゲンジ一派”と呼ばれる組織を率い、不当に逮捕された政治犯などを密かに助け出しているが、この活動はカンナからは「生ぬるい」と評されており、後に彼女は離反している。「自分は隊長には向いていない」と口癖のようにぼやくが、多くの成果を出しており、彼の人柄も含め部下達からは慕われている。
子どもの頃に“ともだち”と同じお面を被って歩いていた時に人違いでいじめられたことがあり、それを目撃していたオッチョからは“ともだち”の正体ではないかと疑われることになった。また、自身のその経験から“ともだち”の抱えている心情ついて考えるようになり、ゲンジ一派が大統領府を制圧した際には“ともだち”を止めようと一人で接触するなど、ケンヂ以外では最もその正体に肉薄した人物となっている。
マルオ / 丸尾（まるお）
演：石塚英彦、安岡壱哉（小学生）
〔丸子橋〕
ケンヂの幼なじみ。食いしん坊の巨漢で97年当時は文房具屋（本人曰く「ファンシーショップ」）を経営する妻子持ちの主人だった。秘密基地で“よげんの書”を作ったときのメンバー。
21世紀以降はテロリストとされ、血の大みそかに死亡したとされていたが、実際は春波夫に匿われ「丸子橋」と偽名を名乗って彼のマネージャーとして行動を共にし“ともだち”への復讐を目論んでいた。その絶好の機会である春波夫と“ともだち”の会談では全身に爆弾を巻き付け“ともだち”の住む宮殿もろとも自爆しようと試みたが、大勢の人間を巻き込むことを良しとせずに思い止まる。その後は春波夫が描いた“ともだち”の似顔絵から正体に迫ることになる。
実写版での名前は「丸尾 道浩（まるお みちひろ）」。
モンちゃん / 子門 真明（しもん まさあき）
演：宇梶剛士、矢野太一（小学生）
ケンヂの幼なじみ。秘密基地で“よげんの書”を作ったときのメンバー。母子家庭で育った。
大学時代はラグビーの花形選手として活躍し、社会人ラグビーの強豪の会社に就職するも、母の死を境に上司と共に新しいビジネスを始め、ドイツに渡る。一度帰国した際にドンキーの葬式でケンヂと再会し、タイムカプセルの発掘にも参加している。一旦ドイツへ戻ったが、その後不治の病の宣告をされて人生に悩んでいたところに、ケンヂからの誘いがありケンヂの仲間に加わる。他時折ドイツ語を口走ることがあった。血の大みそかでは、オッチョらとともに友民党に潜入し、モニター越しで“ともだち”を止めるべく奔走するケンヂを嘲笑する“ともだち”の信者を一喝するが、信者は彼らが、未だに“ともだち”に騙されていることを知っており、最後まで嘲笑を止めることはなかった。その後はユキジとともに待機に従った。
2002年、病床に見舞いに来たユキジに「しんよげんの書」を見つけたことを伝え、自身も“ともだち”の正体の調査に乗り出す。学校の教師となっていたサダキヨを尋ね、彼からキリコの行方などの手がかりを聞きだしたが、その日の夜にサダキヨにブロック塀で殴られ殺害された。しかし、彼が書き残したメモはサダキヨが所持しており、後に重要な手がかりとしてカンナの手に渡る。
ケロヨン
演：宮迫博之、森山拓哉（小学生）
ケンヂの幼なじみ。秘密基地で“よげんの書”を作ったときのメンバー。カエルに似た容貌で仲間からしばしばそれをからかわれ、自身も「ゲロゲロ」という口癖がある。
現在は家業の蕎麦屋を継いでいる。彼の打つ蕎麦はアメリカでの修行もあって誰もが舌鼓を打つ味だが、“血の大みそか”当時は製麺所の出来合いの麺を使っており、店を放り出してクラブで遊んでいるダメ親父であった。そのため、1997年に結婚した妻には離婚されてしまった。2000年の血の大みそかの際にケンヂからの誘いを断っており、それ以来罪の意識を持ち続けていた。
2015年には息子を伴い、アメリカで移動蕎麦店を営んでいたが、ある田舎町で“血の大みそか”で使われたのと同じウイルスが散布されていること、そのウイルスに対するワクチンを配っている女性の存在を知り、一度は逃げた“ともだち”との戦いに身を投じる。
ミシガン湖畔の工場で重症を負いながらもキリコを救出した後に帰国し、ともだち暦3(2018)年には東村山の集落に彼女を匿いワクチン開発を援助する。8月20日の滅亡の日にはマルオと共に東京でワクチンを配り、再会したケンジに涙ながらに謝罪した。
実写版での名前は「福田 啓太郎（ふくだ けいたろう）」。
コンチ / 今野 裕一（こんの ゆういち）
演：山寺宏一、清水イブキ（小学生）
ケンヂの幼なじみ。秘密基地で“よげんの書”を作ったときのメンバー。面長な顔にサングラスというヒッピースタイル。
ケンヂとは小学校までの付き合いで、その後は北海道に転校している。彼もまた“血の大みそか”の起きた年にケンヂからの呼びかけを無視しており、ケロヨン同様それを後悔している。
ともだち暦3年には2015年のウイルステロで住人がほぼ死に絶え無人状態と化していると思われていた北海道における唯一の生存者として、ラジオ局にてディスクジョッキーとして活動しケンヂの歌を流し続けていたが、腹を空かせて菓子工場へ忍び込んだ際13番と出会い、彼と共に戦うことになる。ケンヂから正式名称を教えてもらったクリーデンス・クリアウォーター・リバイバルを愛聴している。
ドンキー / 木戸 三郎（きど さぶろう）
演：生瀬勝久、吉井克斗（小学生）
後に工業高校の教師になるほど科学好きだった少年。足がとても速く、いつも鼻水を垂らしていた。幽霊などの非科学的な存在は一切信じない。貧乏な大家庭で育ち、多くの兄弟を持つ。子供のころから理系的な能力は高かったようでジジババの紐付き飴で好きな味の出る確率を暗算で計算できるほど数学的才能に富んでいた。
自身の教え子だった田村マサオが“ともだち”の教団に入ったことをきっかけに“ともだち”の計画にいち早く気付くものの、血まみれの男に学校の屋上から突き落とされ殺されてしまった。彼の遺した手紙はその後のケンヂの行動に大きく影響を与える。小学6年生の時に“ともだち”や山根が行った実験を目撃しており元々暗殺の予定があったことが示唆されている。
妻の名は美津子（みつこ）（演：洞口依子）。

### 協力者たち
神様 / 神永 球太郎（かみなが きゅうたろう）
演：中村嘉葎雄
予知夢を見るホームレス。その能力のため、ホームレス仲間からは神聖視されている。
ボウリングをこよなく愛し、ブームの再来を夢見ている。かつてはボウリング場の経営者で、ボウリング場を建てた際にケンヂたちが草原で作った秘密基地を壊したが、その後ブームが下火になったことで破産した。97年に血まみれの男とケンヂを引き合わせ、ケンヂが行動を起こす直接のきっかけを作った後、ホームレス仲間のコネを駆使して協力した他、血の大晦日ではカンナを守って地下へ逃れた。
血の大みそか以降は株で大儲けし、最終的には人類史上初の宇宙旅行を行った大富豪となる。ともだち暦3年時点では再び破産してホームレスとなり、かつて自分が経営していたボウリング場を家にして生活するようになる。夢自体を殆ど見なくなったこともあり、自分の能力は予知夢などではなく単なる願望に過ぎなかったのではないかと考えるようになっている。
小泉 響子（こいずみ きょうこ）
演：木南晴夏
楽天家で脳天気な女子高生。カンナと同じ高校（都立新大久保高等学校 2年B組に在籍）に通っていた。
ひょんなことから歴史の自由研究で、「テロリスト・ケンヂ」や「血の大みそか」など"ともだち"の周辺を調べはじめる。その結果、ともだちランドに送られることとなる。そこでヨシツネに助けられたことで彼と行動を共にすることともなった。またエロイム・エッサイムズというバンドの追っかけをしており、学校をサボってツアーをまわるなどし、メンバーにも顔を覚えられている他、エロイム・エッサイムズのファンクラブ会長である。
また天性のボウラーでもあり、後に神様に才能を見出されてボウラーとしてデビューすることになった（ヴァーチャルアトラクションの中でもボウリング場の経営者だった頃の神様にボウラーの才能を見出されている）。実写版ではボウリングに関する要素は描かれていないが、最終章にて神様のボウリング場にいるという形で示唆はされている（木南は『ビッグコミックスピリッツ』内のインタビューにおいて収録自体はしたと語っている。内容は『もうひとつのエンディングバージョン』において見ることができる）。
蝶野 将平（ちょうの しょうへい）
演：藤木直人
〔チョーチョ〕
歌舞伎町警察署の伝説の刑事「チョーさん」こと五十嵐長介の孫。
名刑事であった祖父を尊敬してやまず、また目標としている。臆病で頼りない面も多々あるが、祖父譲りの正義感を持つ。そのため、時の権力者から命を狙われることもしばしば。ある事件がきっかけでカンナに協力することとなる。また、成績はギリギリ"可"だがイタリア語を学んでいたことからルチアーノは仁谷とコンタクトをとることが出来た。
ともだち暦3年時点では東北地方の関所の監視役にされ、そこで恐ろしい現実を見ることとなるものの、ケンヂの登場により、彼と行動を共にする。
角田（かくた）
演：森山未來
漫画家を志望する青年。
インターネットで公表した漫画の内容が偶然“ともだち”の真実に肉薄していたため新青少年保護育成条例違反で逮捕され、懲役80年の刑を宣告されて海ほたる刑務所に収監される。収監時の囚人番号は「1498番」。その際同刑務所に収容されていたオッチョに出会い、脱獄に協力。以降、オッチョと行動を共にする。
常盤荘の元住人で、カンナの隣人のユニット漫画家ウジコウジオとは同志。原作及び映画版最終章「もうひとつのエンディングバージョン」ではウジコウジオと再会を果たし、漫画を描いている。映画版では最終章の序盤までオッチョと行動していた。
春 波夫（はる なみお）
演：古田新太
〔チャーリー〕（原作のみの通称）
万国博覧会のテーマ曲を唄う国民的な歌謡曲歌手。
表向きは“ともだち”の広告塔を装っているが、裏ではレジスタンスに協力しており、“血の大みそか”以降逃亡犯として逃げていたマルオを匿い自らのマネージャーとして雇っていた。その正体はケンヂのバンド仲間だったチャーリー。かつてケンヂのバンドでドラマーをしていたが、ある時別のバンドのドラムを臨時で務めたのが切っ掛けでそのバンドに引き抜かれてしまい、それ以来春はそのことを「ケンヂを裏切った」として後悔していた。ともだち暦にて、ケンヂと再会しかつてのバンド仲間と共に、楽曲を演奏した。
誠実かつ堅実な人柄で、守るべき時はしっかり身を守るが、時には大胆に行動する面も。似顔絵の達人でもあり、マルオはそれにより"ともだち"の正体を知った。
モデルは歌手の三波春夫。
仁谷（にたに）
演：六平直政
新宿歌舞伎町に教会を構える神父。足を洗おうとするチンピラ達に救いの手をさしのべている。
元々はヤクザで胴や腕に刺青があるが、血の大みそかの後、逃亡先の中国で当時まだ一介の神父だったローマ法王がワクチンを運ぶ際に協力し、彼の献身的な人柄に心を打たれ信仰に目覚める。そのため彼の信仰は神というよりは法王に向けられている。
2015年の世界滅亡以降は、政府の庇護下に置かれていた教会の神父としてオッチョらを支援。
ルチアーノ
神父。元ナポリマフィア構成員のストリートギャング。
恩師の事故死に疑問を抱き調査したため狙われ、日本に逃げ込み仁谷らと行動を共にする。肩口から腕にかけて刺青がある。
実写版には未登場。
遠藤 チヨ（えんどう ちよ）
演：石井トミコ
ケンヂとキリコの母親。代々続いてきた酒屋をつぶしてコンビニにしたケンヂのことを「馬鹿息子」と罵っている。また酒屋を継いだことには感謝しつつもカンナを託して失踪したキリコを「馬鹿娘」と罵ったこともある。2000年に東北へ行くまでケンヂと共に地下に潜伏していた。最終話及び実写版最終章の「もうひとつのエンディングバージョン」でキリコと再会を果たす。
キリコ / 遠藤 貴理子（えんどう きりこ）
演：黒木瞳
〔聖母〕〔ゴジラ〕
ケンヂの姉で、カンナの母親。いつもケンヂのことを陰で支えていた母親的な存在。“しんよげんの書”に書かれている“せいぼ（聖母）”である。"ともだち"組織のヤマネが開発した生物兵器のワクチンの研究をしていた微生物学者。ヤマネと共同研究をしたことで最終的に「血の大みそか」で使用されたウイルス開発に加担することになってしまった。
国立大学医学部受験に失敗し、私立大学医学部に合格するも、経済的理由から断念した。後にアフリカで医者の資格を取得した。
組織の仕掛けにより婚約者の死後に“ともだち”と恋仲になり、ワクチン完成直後に娘カンナを授かった。夫である“ともだち”の度重なる外出に疑問を持ち、後をつけて"ともだち"の集会を目撃して"夫"の正体を知って恐怖を覚える。カンナをケンヂの下に預けて、警察に告発するも警察内部の“ともだち”シンパに握りつぶされ、そのまま姿を消す。
2年後、かつて自分が勤めていた病院がある鳴浜を訪れた際に町おこしの映画祭に参加することになり、その際フィルムに「“ともだち”を止めなければ西暦は2015年で終わってしまう」というメッセージを残し、また、カンナへ「幸せになって」というメッセージも残した。血の大みそかのウイルスを開発してしまったことへの自責の念から、自らを「ゴジラのような悪魔」と自虐的に称している。アメリカから帰国後、再会したともだちがフクベエでないことを察知し、その正体が幼少期のフクベエとずっと行動を共にしていた少年であることに薄々勘付いていた。
2015年には世界各地を回ってウイルスのワクチンを配っており、アメリカの製薬工場に勤めてワクチンを大量生産しようとしていた。しかしその事が“ともだち”に知られており工場は放火され、自身は駆けつけたケロヨンに救出されるも一時的にケロヨンと共に“ともだち”に拉致された。ともだち暦以降は、ケロヨンが東村山に作った共同体に匿われ、その中で“ともだち”が使用するであろう“最終ウイルス”のワクチンを完成させ、ケロヨンと彼の手引きで駆けつけたマルオに失踪するまでの顛末を語りながら自らの体を用いて人体実験を行い、ワクチンの効き目を証明した。
実写版ではこれを最後に登場しなかったが、原作最終話及び、実写版最終章「もうひとつのエンディングバージョン」でカンナと再会を果たす。
市原 節子（いちはら せつこ）
演：竹内都子
ユキジの親友で弁護士。恰幅のよい風貌が特徴。ユキジに協力し“ともだち”の調査を行う。その過程で“ともだち”側から様々な圧力がかけられるが、それに負けないタフさを持つ。夫の稼ぎが良く、盗聴器を仕掛けられたせいで事務所が公園に移転した際も最低限の生活には困らない。またホームレスの民事訴訟を取り扱っており、彼らに良くしてもらっている。
チャイポン
演：Samat Sangsangium
タイマフィアの首領。かつてタイでオッチョと因縁があった。その後来日し、新宿歌舞伎町の支配権を中国マフィアと激しく争うが、カンナの仲介で中国マフィアと和解する。
この縁からオッチョと似たカンナに惚れ込み協力するが、ともだち暦元年に寿命を迎え逝去。
王 暁鋒（おう ぎょうほう）
演：陳昭栄
チャイニーズマフィアの首領。チャイポンとは歌舞伎町の支配権を巡り対立していたがカンナにより和解し共に協力する。
チャイポンが死ぬ数日前、カンナの所持していたワクチンをカンナ自身のために使わせるよう一芝居打ち、自らは部下達を率いて“ともだち”との最後の闘いに挑んだ。
ヤン坊・マー坊
演：佐野史郎、山田清貴（小学生）
ケンヂ達から「史上最悪の双子」と恐れられていた少年。本名は不明。ケンヂ達の同級生でいじめっ子であった。ケンヂ達は彼ら兄弟にいじめられていたが、兄弟にとってはそれは友達として仲良く遊んでいたという認識であった（敷島博士から「昔、いじめっ子だったろう？」と指摘された際の反応においても、二人共いじめっ子の自覚はなかった様子）。大学時代、ラジオ番組に出演したケンヂに幼なじみとしてFAXでメッセージを送ったがケンヂに「（お前達のことは）絶対許さない」と（彼ら兄弟としては）不本意な返事をされることになる。その後、兄弟で会社を興して成功を収める。“血の大みそか”の際、ヨシツネから呼びかけを受けたが、ケンヂ達が本当にテロリストだと思っていたため「捕まってもなんとか罪が軽くなるようにしてほしい」との陳情とともにケンヂたちのアジトの情報を万丈目に流した。
2001年以降、ヤン坊が会社に残り、マー坊は科学技術省長官に就任するが、2015年のウイルスで長年共に働いた部下である長塚が死亡したことと、元々万丈目派であったことから“ともだち”を裏切ってケンヂたちに協力し、“ともだち”のシナリオを阻止するために敷島博士と二足歩行のロボットを「完成」させるが、ヨシツネからは会うなり殴打された。一方、商人気質な信条を持っているため、ユキジから批難された際には商売に正義も悪も関係無いと反論した。
2000年当時は痩せていたが、その後リバウンドで再度太ってしまい、少年時代とほぼ同じ体型に戻っている。プロレス好きは相変わらずだが、ともだち暦3年のプロレスブームには否定的であった。
ひみつ基地のメンバーではないため、よげんの書に書かれた9人の戦士には含まれていないが、ドンキーとモンちゃんの死で生じた二名分の枠を埋める形で仲間となっており、祝勝会にも参加している。実写版の授賞式のシーンでは「俺たち二人できっかり9人」と勝手に言っていた。
着流しの男
演：平田満（もう一つの第2章／サーガ第2夜）
カジノでカンナに出会い「ラビット・ナボコフ」のルールを教える。本名、生い立ち等は謎に包まれている。カンナの「超能力」ではなく、彼女自身のカリスマ性に惹かれて以後付き従うようになる。首に十字架のネックレスをかけている。
珍
演：小松政夫
カンナがアルバイトしている中華料理店「珍宝楼」の主人。
「世の中金」がモットーであり、料理を注文した後に殺された客の財布の中から代金を抜き取ったり、ガラスの修理代を蝶野に請求する際「慰謝料込みで100万円」などと吹っかけるなど、かなりの守銭奴。また、肝が据わっており、「銃声や脅しを怖がってちゃ商売出来ない」と言っていた。
マライア
演：前田健
珍宝楼に出入りしている売れないニューハーフ。金を持っていないにもかかわらず料理を注文するため、代金はカンナが立て替えており、このためカンナは3ヶ月タダ働き同然の状況だったが、本人はおごってもらっていると嘯いている。しかしカンナのことは非常に可愛がっている。同僚のブリトニーの死をきっかけにカンナと行動を共にすることになる。腕っ節が強く、カジノでカンナを撃とうとした男の二の腕を締め上げて身動きをとれなくしていた。
実写版ではブリトニーの死後の動向は一切描かれておらず、完全に物語からフェードアウトしてしまう。
ブリトニー
演：荒木宏文
マライアの同僚のダンサー。血の大みそかの際に父親を失っており、形見のカミソリを大事にしていた。山崎の刺客がローマ法王暗殺計画を知っていた中国人の男を射殺した瞬間を目撃してしまい、警察に追われて身を隠していた。後に蝶野が山崎にかけあったことで保護されることになるが、その山崎が蝶野のお守りに発信機をつけていたため、隠れていた場所を突き止められて山崎の刺客であるホクロの警官に射殺されてしまう。
なお、ブリトニーが聞き取っていた中国人の男の最期の言葉（ =“ともだち”が立てていた計画）の情報はカンナが受け取ることになる。
ウジコウジオ
面長で痩せ気味の金子（演：手塚とおる）と、メガネをかけた氏木 常雄（演：田鍋謙一郎）のラブコメ専門の漫画家コンビ。角田同様常盤荘に住んでいる。
カンナのかける音楽に最初は迷惑しており険悪な仲だったが、次第に打ち解けていき、最終的にはケロヨンらと共に国民にワクチンを配ったり、被災者の救出などの活動をしていた。描写されたのは氏木だけであるが漫画家としてはかなりの腕の持ち主で、偽造困難な通行手形を200枚以上精密に作っている。
ビッグコミックスピリッツ2009年33号から二人を主役にした『まんがり道』が4週にわたって連載された。
モデルとなった人物は藤子不二雄。
カツオ
演：広田亮平
オッチョを物置に匿っていた少年で、「雷神山（ライジングサン）」というレスラーのファン。
実写版での姉弟の名字は「磯乃」。また、最終章開始時点ですでに両親と祖父が“ともだち”を批判したとして逮捕されており、姉弟二人で暮らしている。
サナエ
演：福田麻由子
カツオの姉で、途中からカツオとともにオッチョを匿う。バイト先のコンビニの先輩が蒸発したことから、“ともだち”の牛耳る世界を胡散臭く感じていた。文学少女で、本の読み過ぎによる視力低下で眼鏡をかけるようになった。

## ともだち組織

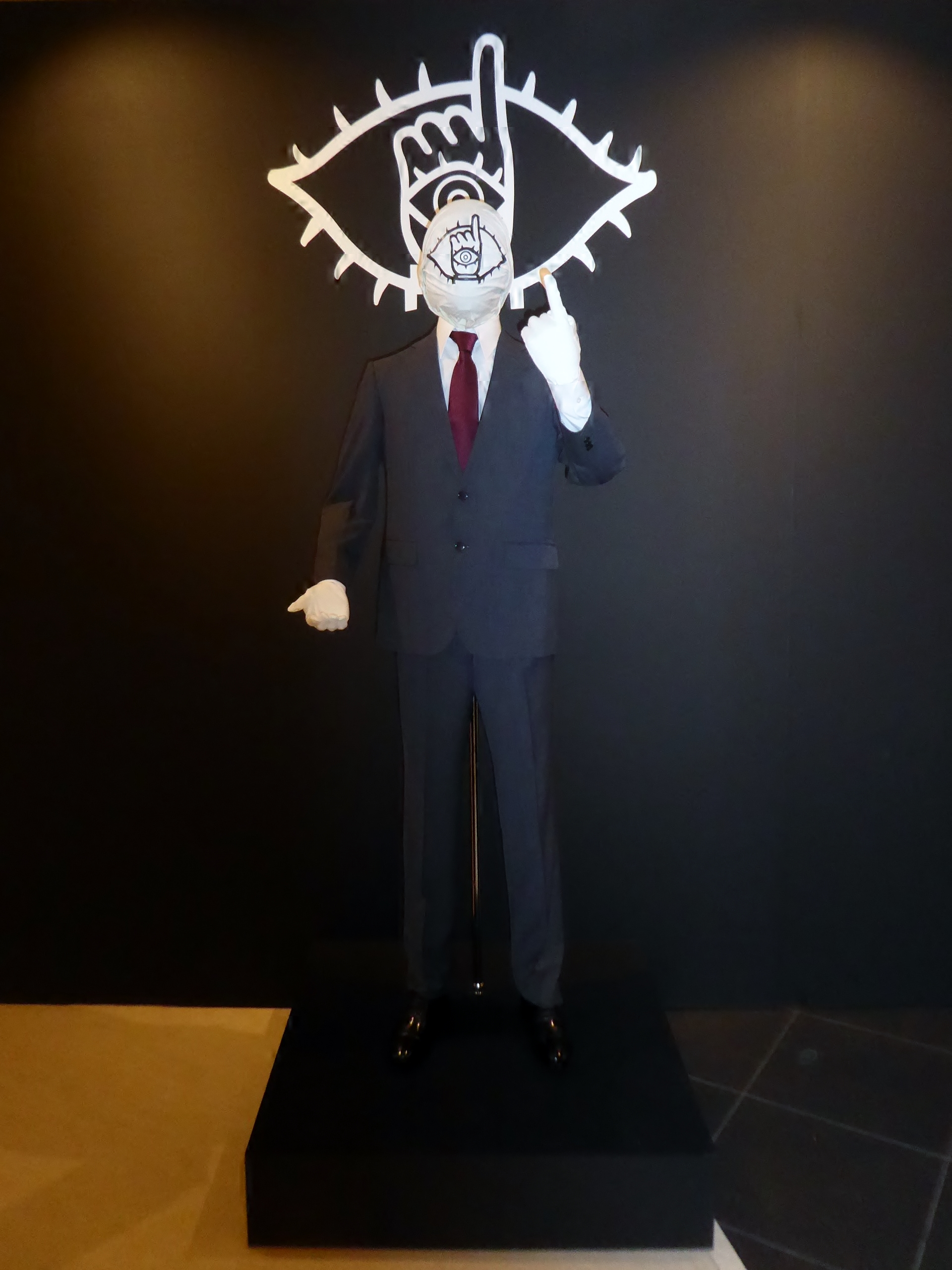
「ともだち」のマネキン

ともだち
〔世界大統領、20世紀少年〕
本作の敵役の代表格。「信じたいもの」が欲しい人々をあやつり、陰で世界を動かすカリスマ。“よげんの書”と“しんよげんの書”の記述通りに、2000年・2015年の世界滅亡を企てる。組織の勢力を拡大させていくと共に、政治にも本格的に介入する。
2000年の「血の大みそか」にてケンヂ一派の操るロボットから人々を救った英雄として世界中から称賛されるが、2015年元旦に母校の理科室でヤマネに撃たれ死亡する。ところが高須やユキジ達が各地で“ともだち”を目撃する、という異変が起こる。そして万博の開会式で奇跡の復活を果たし、ローマ法王を銃弾から守るという自作自演で、活動を再開。ウイルスによって世界を滅亡させる。しかし、その直後に幹部達が不審死したり、ともだち組織を裏切り、逃げ出したりする者が徐々に現れ、ともだち組織は混乱していった。更には地球で大事件を起こした黒幕はケンヂでなく、全て自分である事をテレビで堂々と告白した。小学校の校庭でケンヂと対峙し「お前こそ、悪の大王じゃないか！」と言ってケンヂを糾弾するが、逆に彼の謝罪で全てを「終わり」にされそうになり、憤激して空飛ぶ円盤で人類虐殺を試みるもサダキヨに阻まれ、さらに13番に撃墜された円盤の下敷きになって致命傷を受ける。その後、ケンヂにマスクを脱がされるも最後まで正体を明かすことなく、ケンヂにリクエストした曲を聞きながら息を引き取った。
その正体はフクベエだと思われていたが、理科室で暗殺されたのは影武者であり、フクベエ本人は小学生の頃に死亡していた事が判明した。真の正体は、小学生の頃に死んだと思われていたカツマタであった。しかし、その素顔と詳細はついに最後まで明かされることはなかった。
実写版では原作で不明だった素顔と詳細が明かされている。同窓会と「血の大みそか」にてフクベエを装いケンヂ達と接触し、キリコと交際していた時は池上正人の名を騙っていた。パレードでヤマネに射殺された人物は替え玉（替え玉の詳細は不明）であり、本人は生存していた。最期は原っぱで倒れたロボットを再び動かそうとしたところ、ケンヂとオッチョ、ヨシツネの眼前で万丈目に銃撃され、ケンヂに「まだ、終わらないよね?」と言い残し死亡。

カツマタ
演：佐々木蔵之介、神木隆之介（中学生）、黒羽洸成（小学生）
ケンヂの同級生。“ともだち”の正体であり、ともだち組織の創始者。初期に“ともだち”として活動する際は忍者ハットリくんのお面や素顔を併用していたが、後半はシンボルマークのマスクを着用した。カツマタ自身は仲間達に自分の素性を明かさず服部(フクベエ)を装い、不在の際は自身そっくりな影武者を用いていた（どのように用意したかは不明）。また1997年の同窓会やキリコ、万丈目の前でもフクベエを名乗っていた。作中何度も登場してきたサダキヨとは別のお面の少年の正体。
「理科の実験が大好きだったがフナの解剖の前日に死亡」「理科室に幽霊となって現れヤマネと実験を繰り返している」という噂が立つほど存在感が非常に薄いキャラクターとなっており、作中では名前のみの登場が多い。実際には死亡しておらず、後述の事件をきっかけにその噂が広まった。
作中では小学生・中学生時代の彼が登場しているが、常にナショナルキッドのお面を着けているか隠れており、素顔は不明。前述のように自身と影武者で“ともだち”を担っていたが、キリコやカンナ、殺し屋(関東軍総統)とヤマさんからは別人である事を看破されている。しかしどちらがカツマタ(本物)でどちらが影武者(コピー)かの違いまでは見抜けなかった。
少年時代に駄菓子屋ジジババで宇宙特捜隊バッヂを万引きしたという冤罪をかけられ、それを見たフクベエに「罪を犯した者は死刑。お前は死んだ」と言われた事でいじめが広がり、カツマタは死んだという噂が流れた。しかし本当はバッヂを当てており、ババが不在の時に当たりくじとバッヂを交換した所を見ていたケンヂがバッヂを万引きしたことで数が合わなかった。その為にケンヂを恨み続けていたが、中学の時に自殺しようとした際、彼が流した20センチュリー・ボーイを聞いて思いとどまり友人になろうと歩み寄った事もあった。だが、結局は大人になった際にケンヂに復讐する道を選び、万丈目と共にともだち組織を築き、地球で大事件を起こす。
1980年、修行を経て事前に万丈目の経営難を調べ、その上で彼の事務所を訪れ、彼を誘って“ともだち”の活動を開始。
1997年、「ともだちコンサート」にてケンヂと再会。同窓会で再び接触し、仲間を装ってケンヂ一派に合流。「血の大みそか」の際にビルから転落死したと見せかけ、お面をつけて「ともだちの塔」の右腕部分に登り、ロボットに乗り込んでいるケンヂの前で初めて正体を明かした。その後ロボットの爆発に巻きこまれたかのようにも見えたが、生存している。また現場に向かうケンヂ達の姿を写真で撮っており、この写真は後々歴史の教科書にロボットの写真との合成で載せられている。ともだち組織がまだ小さいサークル活動だった頃から頻繁にサダキヨと連絡を取り合っていた。
実写版での本名は「勝俣 忠信（かつまた ただのぶ）」。1997年の同窓会と2000年の「血の大みそか」ではフクベエを、キリコの前では池上正人を装っていた。また、実写版最終章では原作で不明だった彼の小学生・中学生時代の素顔が明らかになっている。自身は万丈目に殺害されるも、ケンヂの回想によってその存在が改めて浮き彫りになり、さらに中学校時代の屋上では、ヴーチャルアトラクションでその時代に来たケンヂからの謝罪で背中を押され、中学校時代のケンヂに再び歩み寄っていき本当の「友達」になれたところで物語は幕を閉じる。
万丈目 胤舟（まんじょうめ いんしゅう）
演：石橋蓮司
本名は万丈目 淳一朗。“ともだち”の側近であり、ともだち組織の幹部でNO.2。友民党党首。前髪が禿げたオールバックの髪型が特徴。
元は手品グッズやNASA関連グッズと称したレトルト食品などを売り歩いていた露天商で、“しんよげんの書”の「悪魔のセールスマン」のモデルとなる。その後は興行師「チャック万丈目」としてローラーゲームなどの団体を設立したりプロダクションの経営をしていたが、政治家としての表向きの経歴はハーバード大学卒の経営コンサルタントと偽っていた。フクベエとは1972年にテレビ番組で超能力少年として取り上げようとしてからの付き合い。1980年、プロダクション経営が難航していた折に、フクベエに成りすましたカツマタからの誘いがきっかけで“ともだち”の組織を作り上げる。
2015年元旦に“ともだち”がヤマネに殺害された際は、その事に強いショックを受け、死体の前で泣き崩れてしまう。その際に“ともだち”がいないと1人では何も出来ず、“ともだち”に依存していた人物と判明する。
ともだち暦3年では“ともだち”がフクベエではないと気づきオッチョとカンナを唆して暗殺を企むが、高須に裏切られる。「今の“ともだち”はフクベエではない」と説得するも高須からは「（“ともだち”は）誰でもいい」と返され、ヴァーチャルアトラクションに接続中に暗殺される。しかし、接続中に殺されたため、思念のみがヴァーチャルアトラクションに残り、後にヴァーチャルアトラクションに接続してきたケンヂの事を自身を殺害しに来たものと思い込みケンヂを殴る。その後、ヴァーチャルアトラクションから出られない事を知ると打って変わってケンヂに助けを求めた。しかしケンヂに自身が高須に裏切られ撃ち殺された事実を伝えらると再び泣き崩れてしまう。そして、今まで自分は何の為に生きていたのか自覚するようになる。露天商を開いていた若い頃の自分を嫌っており、ヴァーチャルアトラクションで若い頃の自分を見つけた際は問答無用で殴っていた。嫌っていた理由は「あの頃の俺がしっかりしてれば、自分は今のようにならなかった」というあまりにも身勝手な理由だった。最後は人類を救うためのある行動を起こした事で成仏するかのように消滅した。
実写版では最終章にて原作における関東軍総統に代わる形で登場。その後“ともだち”を射殺するが直後に“ともだち”が操縦していたロボットの下敷きとなり、道連れのような形で死亡した。
サダキヨ / 佐田 清志（さだ きよし）
演：ユースケ・サンタマリア、藤原薫（小学生）
小学5年生の頃の1学期の間だけ、ケンヂと同級生だった。常にナショナルキッドのお面をかぶり、いつも屋上で宇宙人と交信しようとしていたいじめられっ子。フクベエを友達だと思い込んでいたが、実際には一方的な支配関係にあった。
2014年に英語教師となってカンナと響子の通う高校に赴任する。裏の顔はともだち博物館の館長であり、“ともだち”の秘密を知る数少ない人物。かつてモンちゃんを殺害した張本人であるが、そのことで「悪者」になってしまったと苦悩し、密かに“ともだち”への反逆を企ようになる。
後にともだち博物館へ響子を連れて行き、そこで自分の正体を彼女に明かした。その後は元担任がいる老人ホームへ向かったが、そこで高須達に自らの裏切りを知られて“絶交”されそうになるも間一髪で駆けつけたヨシツネとカンナに助けられる。だが脱出を拒み、響子に「モンちゃんメモ」を渡して彼女をヨシツネに託し、自身は老人ホームを正面突破で脱出するも愛車のトヨタ・2000GTに乗ったまま炎上死したと思われた。しかし実際は生き延びており、西暦が終わった後は壁の外で「お面大王」と名乗ってウイルスで親を失った孤児達を保護していた。その後、ケンヂ・マルオ・ケロヨンと合流し“ともだち”を止めようとするが、小学校の校庭にて彼と共に13番の撃墜させた空飛ぶ円盤の下敷きとなり、最後は搬送先の病院でみんなに見守られながら死亡した。ともだち組織がまだ小さいサークル活動だった頃から所属していた人物。ともだち組織における具体的な地位や任務は不明だが、国連軍は「ともだちのパートナー」「影武者」と認識していた。
実写版では、ともだち博物館にて響子にすべてを話すも、高須らに“絶交“されそうになる。後から駆け付けたカンナに「君はお母さんを探さなくてはいけない」と「モンちゃんメモ」を託し、殺してしまったモンちゃんへの懺悔の言葉を述べ、博物館に灯油を撒き放火。焼身自殺するという壮絶な最期を迎えた。
ヤマネ / 山根（やまね）
演：小日向文世、安彦統賀（小学生）
細菌学者。ワクチンを製造している"大福堂製薬株式会社"細菌研究所の所長。小学生時代からフクベエとは友達の仲で、彼とサダキヨとの三人で行動することが多かった。オッチョとは小学校時代に学級委員を一緒にやった仲。一方でカツマタの事は嫌っていたようで、彼の提案した予言を「何もわかってない」と酷評し、またカツマタが「将来ヤマネがフクベエを殺害する」というお告げを語った際には信じなかった。さらにある騒動により「死んだ」事にされたカツマタをフクベエの横で嘲笑していた。
よげんの書におけるウイルスでの世界滅亡計画を考えた張本人であり、それをオッチョに助言する。その後オッチョはこの事をあたかも自分が考えたかのようにケンヂ達に話し、後にこの「世界滅亡計画」はよげんの書に書き込まれた。
2000年、2015年の世界を滅亡させた細菌を開発するも、2003年にキリコと接触し彼女の訴えによって自らの行いに初めて気付き、恐怖を覚えてその後の細菌兵器の研究開発を止めてしまう。研究室を脱走して以後は消息を絶っていたが、2015年元日の夜に母校の理科室でオッチョと対面。彼にキリコと会った時の事を語り、理科室に入ってきた“ともだち”と対峙し、「お前の言うことは嘘ばっかりだ！」という台詞とともに銃で殺害する。そして、オッチョと言葉を交えつつ理科室を出るも直後にともだち”の部下に射殺された。彼の“ともだち”殺害は、その後の“ともだち”組織の幹部の相次ぐ死や離反の遠因となり、組織の幹部からは「ユダ」と皮肉られた。
実写版での名前は「山根 昭夫（やまね あきお）」。同窓会にも出席している。原作では、問答無用で“ともだち“を殺害するが、実写版では暗殺については「圧倒的な支持を持つ“ともだち“を止めるには暗殺するしかない」という説明がある。小学校の理科室でオッチョと再会し、協力を求めた後“ともだち“の新宿視察パレードにて原作同様“ともだち“を銃撃し、殺害。「これで終わった」と笑みを浮かべるも、その瞬間近くのビルの屋上に潜んでいた13番（田村マサオ）に頭を撃ち抜かれ死亡する。この際、居合わせたオッチョを（意図的では無かったものの）、“ともだち“暗殺の実行犯に仕立て上げてしまった。
13番 / 田村 マサオ（たむら まさお）
演：ARATA（現：井浦新）
“ともだち”を狂信的に信仰する男。元お茶の水工科大敷島ゼミの優秀な学生。高校時代はドンキーの教え子だった。ともだち暦にて「白のソナタ」の製造工場でコンチと会話した際、高校まで友達が一人も出来ず苦悩していたところ“ともだち”と出会い、以来彼を信仰するようになったと語っている。
1997年のある日“ともだち”の発言に従い、とある宗教団体の教祖・ピエール一文字と“絶交”する。その後はともだちの命令で何人も人を殺害した模様で“血の大みそか”以降は、プロの暗殺者となってしまい、囚人番号の「13番」と呼ばれ、海ほたる刑務所への服役を装いつつ暗殺者として活動。
2015年には“ともだち”の葬儀の場でローマ法王の暗殺を実行しようとしたが、蘇った“ともだち”に阻まれ失敗した。
ところが、ともだち暦以降は現在の“ともだち”が以前の“ともだち”と違うことに気付き逃亡。それと同時に自分が“ともだち”に騙されていた事に気付き、ともだち組織で暗殺者として今まで悪事を行って来た事に深く後悔して反省する様になった。その後ウイルスの蔓延で人々が死に絶えほぼ無人状態と化した北海道の「白のソナタ」の製造工場で3年に渡り潜伏していたところコンチと出会い、彼を殺害しに来たともだち組織の構成員から、コンチをヘリコプターに乗せる形で助けて彼と共に逃亡した。その後は“ともだち”から地球を救う為にケンヂ達の仲間に成り協力する。最終的に空飛ぶ円盤にヘリコプターで特攻をかけ、「宇宙との一体って…こう言う事だろうが!!」と内心で思いながらヘリコプターの爆発に巻き込まれた後にケンヂ達の小学校の校庭に落ちて重傷を負う。その状態でも僅かに息があり、側に落ちていた眼鏡を拾うもすぐに失明し、そのまま死亡した。
ヘリコプターで空飛ぶ円盤に特攻した際に墜落した空飛ぶ円盤の真下には“ともだち”とサダキヨがおり、元々ヘリコプターで空飛ぶ円盤に特攻したのは、“ともだち”を殺害する事と野望を阻止する為だったが、結果的にサダキヨを巻き込んでしまった。
高須 光代（たかす みつよ）
演：小池栄子
“ともだちランド”のドリームナビゲーター。万丈目の愛人。“ともだち”に疑問をもつ者たちの洗脳を行う。ドリームナビゲーターになる以前は小学校教師をしていた。感情を表に出すことは殆どないが、生き返った“ともだち”が人類滅亡を決行する際には、汗を流し“ともだち”への恐怖に震撼していた。万丈目の殺害後、駆けつけたオッチョやユキジに射殺されそうになるが、直前に弾を抜いていたため難を逃れる。
また体を鍛えており、医師から「完璧な体」と絶賛される。武道の心得もあり、柔道師範であるユキジの搦め手を抜け出し、牽制出来る事から、少なくともユキジと同等かそれ以上の使い手とみられる。“ともだち”の高位幹部にもかかわらず、「絶交」や「ともだちランド」で洗脳の不完全な者の探索を直接指揮していた。反旗を翻した万丈目を射殺し、友民党の幹事長に収まり親友隊の指揮権も得る。“ともだち”の精子を体外受精し、自らが聖母として“ともだち”の子を産む計画を立てていた。“ともだち”が全てを告白した後はともだち府に侵入してきたユキジ達によって捕らえられ、巣鴨医療刑務所に収監される。面会に来たユキジに「ここから出して」と懇願するも聞き入れられなかった。
実写版では年齢が原作より引き下げられた他、原作に比べるとややテンションの高い性格になっている。また、原作では“ともだち”に対し狂信的な人物であったが、実写版では人類滅亡を進める“ともだち”に対して畏怖するなど、性格や信奉心などに違いがある。
敷島教授（しきしま）
演：北村総一郎
お茶の水工科大学教授でロボット工学の権威。
娘を人質に取られた事で巨大ロボットを開発するなど“ともだち”一味に強制的に加担させられる。娘が最早取り戻せない事を悟ったのか、血の大みそかの後に離反。その罪の重さ、また無様な「ロボットとも呼べないようなもの」を作ってしまった科学者としての失望感から、密かに新たなロボットの図面を書きつつも修理工を営んでいた。後にヤン坊・マー坊の提案で再び巨大ロボットを開発し、ケンヂたちに協力するが、リモコンを奪った“ともだち”によって動き出したロボットによって倒れた鉄骨の下敷きとなって死亡した。
実写版ではロボット製作に夢中になって娘の危機に気付かず、“血の大晦日”の責任逃れをするような利己的で思慮の足りない人物になっている。
敷島教授の娘 / レナ（源氏名、キャスト表記は「敷島ミカ」）
演：片瀬那奈
敷島教授にロボットを作らせるための人質として組織に拉致されたが、いつの間にか「ともだち組織」の主要メンバーとなっていた。
ファッションヘルスのヘルス嬢として働いていたが、殺し屋(後の関東軍総統)にナンパされたことがきっかけで入信する。2015年では公的な場でも皮肉を言い合うような関係になっていた。殺し屋(関東軍総統)に導かれて入信したものの、メンバーの中でも最後まで“ともだち”を信仰していたほど強い信仰心の持ち主。“ともだち”や敷島教授が死亡した後も巨大ロボをリモコン操縦し、「しんよげんの書」の最後のページ通り世界を滅亡させようとするが、高須に教えられて駆けつけたユキジに阻まれ、ナイフで抵抗し自殺を図るがそれもユキジに止められる。それでも、“ともだち”への信仰や人類滅亡を最後まで叫び続けていた。
原作では「レナ」を名乗り風俗店で働いていたが本名かどうかは不明。実写版では名前が「敷島 ミカ（しきしま ミカ）」と設定されているが、風俗雑誌には源氏名の「レナ」と書かれている。
実写版では、2016年に他の閣僚らとともに粛清されたことが教授の話から明らかになる。
殺し屋（関東軍総統）
敷島教授の娘の元彼氏で、自称「最悪」の人物。本名は不明。茶髪の真ん中分けの髪型をした美男子。
大学2年の時に入信し、その後キリコの恋人である諸星を駅のホームから突き落として殺害した。以前より悪人に憧れていたようで、1989年には万引き、放火を行っていた。
キリコの恋人を殺害した時期、“ともだち”に攻略のためのナンパマニュアルを贈呈している。2000年には“ともだち”と会わせるよう懇願するキリコに“血の大みそか”の存在を明かしている。ともだち暦では関東軍総統に昇進し、髪型も真ん中分けからポニーテールにし（彼曰く以前のように髪を下ろしたいが、あの人〈万丈目〉と被るため）、上半身裸になっていた。関東軍の基地でケンヂと対峙するも、実はキリコの元恋人を直接殺した罪悪感をずっと背負い込んでいる事をケンヂに看破されて錯乱し、拳銃で自殺しようとするがケンヂに止められる。ケンヂから「名を名乗れ」と何度も言われたが、最後まで本名を明かす事はなかった。
ともだち組織がまだ小さいサークル活動だった頃に、覆面を被った“ともだち”からキリコの恋人の諸星を「絶交」するよう命じられた際に、「あなたはこの間（以前会った時）の人と同じ人？」と意味深な発言をしており、この時点で“ともだち”が複数人いるという事実に彼も薄々と勘付いていた様子が明らかになっているが、深く追及しようとはしなかった。なお、実写版では殺し屋の役割を万丈目が担っていたため彼は登場しない。
三ツ木 康隆（みつぎ やすたか）
ユキジの税関職員時代の上司。国際伝染病救済基金の名誉会長。元厚生労働大臣。
税関職員の立場を利用して“血の大みそか”前に成田空港を経由して細菌兵器を日本へ流した張本人である。
初孫の誕生をきっかけに考えを変え平和路線を推し進めようとしたが、その矢先に落下したトレーラーの下敷きになり死亡。彼の死後、家族は行方不明となり、彼の死を切っ掛けに“ともだち”の関係者が次々に不審な事故死を遂げる事となる。この不審死が“ともだち”の仕業かは最後まで明言されず謎のままだった。また彼が孫が産まれたという報告を電話で受けたことが、マルオの自爆テロを思いとどまらせる原因になった。
実写版には未登場。
ヤマさん / 山崎（やまざき）
演：光石研
かつては蝶野将平の祖父である伝説の刑事“チョーさん”の同僚だったが、“ともだち”の謎に近付きすぎたチョーさんを「絶交」と称して細菌兵器で殺害した。2014年には、ノンキャリア出身初の警察庁長官となっていた。優秀な警察官であったチョーさんに対して羨望と激しい嫉妬の念を抱いており、自らの能力の限界を嘆いていたところ、“ともだち”からの救いの一言がきっかけで以後信奉者となる。
蝶野を絶交しようとしたこともあるが、ともだち暦以降は蝶野を殺さず国境送りにするに留めている。ともだち暦3年の混乱時に親友隊に粛清されかけたところを蝶野にチョーさんの殺害容疑で逮捕・保護される。その頃には自身が今まで“ともだち”と共に悪事を実行して来た事に深く反省して改心し、祖父（チョーさん）の殺害に憤る蝶野を前にそれまでの自分を自嘲したりもしていた。取り調べにて蝶野にチョーさんから受け取った“ともだち”に関するチョーさんの捜査記録の手帳の存在を明かした。実はチョーさん殺害後にその手帳を見て、“ともだち”が複数人いる事を知ったが、そこから先のページを読むのが怖くなり、ある場所にその手帳を隠した事も蝶野に話した。
ホクロの巡査
演：佐藤二朗
山崎の部下である暗殺者。名前の通り顔にホクロがある。本名不明。ショットガン（フランキ・スパス12）を武器にする。尚、このショットガンは彼が勤務する派出所の武器で無断で使用しており、彼が勤務する派出所の、ともだち組織と無関係な警官達はショットガンが無い事に気付いた際は困惑していた。
“ともだち”が立てていた計画を知ったしまったブリトニーを狙うも蝶野によって保護され、山崎の命令で彼も暗殺対象とする。
蝶野に取り付けていた発信器によって潜伏先を特定し、ブリトニーを殺害。続けて蝶野も殺害しようとするもカンナに阻止され、殴られるも隙を見て逃走。
その後、新宿の教会で集会を開いたカンナを“しんよげんの書”に従い暗殺しようとするもオッチョに阻まれ、13番（田村マサオ）に銃撃され「ともだちばんざい」と言い残し死亡。
彼の死後、ショットガンはオッチョに奪われ13番との対峙の際に使用された。
実写版では役名がホクロの警官になっている。
春川
カンナたちの高校の校長。どんな生徒でも見捨てない主義。だが実はドリームナビゲーターと繋がっており、高須にサダキヨの元に小泉がいることを知らせている。
またカンナに、カンナが“ともだち”の娘であると話してしまったことで、カンナの力により車が壊れ事故を起こしてしまう。
実写版には未登場。
チョージャ
ともだち暦3年に東北の検問所近くの村を支配していたが、検問所の司令官が白米を隠していた村民を射殺した事に対して褒美を与えたり、夜間の集会を禁止したりなど圧政を強いていた。ケンヂが検問所を突破した際に、立ち上がった村民が彼女の住む城型ラブホテルに押し寄せていたが、どうなったかは不明。
実写版には未登場。
麻薬工場の工場長
演：佐々木光弘
赤ん坊のカンナを誘拐しようとして失敗し、直後にケンヂのコンビニに放火した実行犯。その後、タイの麻薬工場の工場長にまで出世したが、カンナの誘拐失敗の責任を親友に擦り付け殺してしまった事に自責の念を抱き脱走する。その後は廃寺で麻薬に溺れていたが、オッチョと出会い前向きに進んでいく事を決意する。後に麻薬工場の放火の際に、仲間を助けると言って炎の中に入り生死不明となる。

## その他
フクベエ / 服部（はっとり）
演：上原陸
ケンヂの同級生。“しんよげんの書”の作成者。“ともだち”の正体だと思われていたが、完全版で本人は小学校卒業後の春休みに人知れず死亡していた事が判明した。そのため、同窓会に現れた人物はフクベエを装ったカツマタもしくは影武者であり、フクベエ本人はともだち組織に所属していない。本名は服部（ハットリ）。幼い頃は「フクベエ」と呼ばれていたが、実際は本名を呼ばれたがっていた。その為ヨシツネは「“ともだち”が忍者ハットリくんのお面を着用していたのは、服部（ハットリ）と呼んで欲しかったから」と解釈していた。しかし、2015年にヤマネが銃撃しオッチョが素顔を確認した際の“ともだち”は影武者であった事が原作者・浦沢から明かされた。
聡明だが虚栄心が強く、嫉妬深い性格。クラスで人気者であったケンヂを羨望に似た気持ちで憎んでいた。万博に行く事でクラスの注目を集められると考えていたが、ある事情で万博へ行けなくなったため、夏休み中は家に引きこもって万博旅行を装っていた。
“しんよげんの書”に世界征服のシナリオを描いたり、超能力や奇跡を披露する等、“ともだち”の原型・モデルともいえる人物。
映画版での名前は「服部 哲也（はっとり てつや）」。映画版では池上正人と親友であり、本人は小学校時代に突然亡くなっていた事が最終章で判明した。これがケンヂ達の記憶の中で、フクベエや池上からのいじめが原因で不登校になったカツマタといつしか混同され、亡くなったのはカツマタだという事にされていた。カツマタはそれを逆手にとり、フクベエを騙ってケンヂ一派に侵入した。
血まみれの男
演：遠藤憲一
ドンキーを学校の屋上から突き落として殺した張本人。しかし後に“ともだち”が悪である事やただ暴走しているだけだと知り、命からがら逃げ出す。そして神様が住むホームレス仲間の住処にたどりついた事でケンヂに“ともだち”の存在を伝えるが、しかし直後に絶命した。この事がケンヂを動かす最大の原因にもなった。その後、彼の死体は神様のホームレス仲間の住処のすぐ近くの川に流され遺棄される。
諸星（もろぼし）
演：津田寛治
キリコの恋人で一流企業の商社マン。キリコに想いを寄せていたが実家を継がなければならない彼女の心情を理解する。海外への転勤を控え駅で電車待ちしていたところを“ともだち”の指示により殺し屋（後の関東軍総統）によって駅のホームから突き落とされ殺害される。
実写版では名が「諸星 壇（もろぼし だん）」となっており、彼の母（演：吉行和子）も登場。
エリカ
演：池脇千鶴
ケンヂのコンビニのアルバイトで滑舌が悪い。
ピエール一文字
演：竹中直人
「ピエールこころの会」という宗教団体の教祖。指パッチンが癖。1980年頃、ある宗教団体で“ともだち”と共に修行していた事がある。1997年に東京ドームの入り口で田村マサオに刺殺された。
数話のみの登場ながら最初に“ともだち”の正体を知っている人物であり、なおかつ彼と並んで大多数の信者を集めている事から影響力の高いカリスマである事がうかがえる。
共に修行していた“ともだち”の本性を見抜いていたようで、彼に対してはその手腕を認めておらず、「あいつはどうしようもない根性なし」と酷評していたが、一方の“ともだち”も回想にて万丈目を誘った際「1万人を感動させることはできても、100万人を感動させることは出来ない」と彼のやり方に否定的な発言をしている。
実写版での本名は「一文字 勇三（いちもんじ ゆうぞう）」。
関口 圭介（せきぐち けいすけ）
ケンヂ達の小学校の先生。キリコのクラスの担任でもあった。同窓会があった1997年当時は息子夫婦と同居しており、チョーさんから事情聴取の際には彼に「スプーン曲げ事件」の存在を明かしている。2014年当時は老人ホームに入っていた。小学校5年生の遠足の際にサダキヨを大写しで写真に撮っており、後にその写真を老人ホームにやってきたサダキヨに渡し、自分の存在は希薄だと思っていた彼を感動させる。
かつてケンヂ達のクラスで起こった「スプーン曲げ事件」の犯人を知っていたが、本人はその事実を墓の中まで持っていくと決めていた。しかし後にヨシツネから「スプーン曲げ事件」について尋ねられた際、彼が過去のいたずらを告白したのを受けて事件の犯人が誰だったかを明かした。
池上 正人（いけがみ まさと）
演：藤井フミヤ
ケンヂの同級生。二枚目顔の少年で女子たちにもてていたが、ケンヂ達によると「腕っ節は弱い」とのこと。
映画版ではフクベエ（服部哲也）と親友同士で、フクベエと一緒に万引きの濡れ衣を着せられたカツマタをいじめていた。
ケンヂの同級生
演：石橋保
実写版の同窓会に登場。原作における、カツマタが「自分の妻がカルト宗教にはまった」と話し秘密基地やよげんの書の話をケンヂに切り出す役割を担う。“血の大晦日”で忍者ハットリくんのお面を被り、ビルから転落したのは彼であることが最終章で明かされた。
ケンヂの同級生
演：入江雅人
実写版の同窓会に登場。上記の同級生やカツマタと共にケンヂに“ともだち”の話を切り出した為、彼もともだち組織の一員である可能性が高い。
スクーターの若い男達
演：オリエンタルラジオ（中田敦彦、藤森慎吾）
ケンヂの歌をよく聞いていた二人組で、またケンヂの歌の良き理解者でもあった。ケンヂに対してはちょっとしたリスペクトを抱いていたが、2000年の「血の大みそか」の際に細菌兵器によって死亡。また、「血の大みそか」の最初の犠牲者でもある。
チョーさん / 五十嵐 長介（いがらし ちょうすけ）
演：竜雷太
刑事。ヤマさんの同僚で蝶野の祖父。「伝説の刑事」、「捜査の神」などの様々な異名を持っていた。所帯持ちで娘がいたが、根っからの仕事人間であったため妻の死も看取る事が出来ず、それ故に娘とわだかまりがあった。
刑事としては極めて有能で、たった一人で“ともだち”の正体に辿り着いていた。しかし“ともだち”の真実を知り過ぎてしまったが故に、1997年に定年退職を1週間に控えたある日“ともだち”の組織の一員となっていたヤマさんに「絶交」されてしまう。また、死亡直前に捜査記録をヤマさんに託しており、これは後に太陽の塔内部に隠されたことが物語終盤で判明した。
宝塚（たからづか）
角田の漫画の師。新青少年保護育成条例で収監されていたが、恩赦により釈放された。
モデルとなった人物は手塚治虫。
実写版には未登場。
長塚
ヤン坊・マー坊の部下。創業当時から一緒にやってきた男で、二人の開発したOSを一人で売り歩き会社を発展させ2000年の時点では専務。マー坊曰く「無能だが人としては優秀」だったらしく二人は仕事で大失敗をした長塚を庇っている。2015年に細菌兵器により死亡し、このことが二人を“ともだち”に背かせるきっかけになった。
実写版には未登場。
ダミアン吉田
演：武内享
エロイムエッサイムズのギター担当。ケンヂとの出会いによってギターをギャンギャンならすようになり、一度クビとなった。その後、ともだち暦3年には路上ライブしているところを小泉のおかげで春波夫に見いだされ、最終的に再加入した。
仲畑（なかはた）
演：山崎樹範
北海道の医者。細菌にかかった患者らに対して何も出来なかったために自信を失っていたが、このときマルオからケンヂのバンド経験のことを聞いている。また、マルオに悪魔のセールスマンの噂を伝えていた。
ともだち暦3年も同様だったが、キリコから「誰かを救いたかったらまずあなたが生きなさい」と諭されていた。原作最終話で、ケンヂを除く遠藤一家の再会に立ち会う。
ダニー
ケロヨンがアメリカで遭遇した少年で、父親にたかられていた過去を持つ。またロックに興味があり、キリコとあった際はホウキで「20th Century Boy」の弾き真似をしていた。ケロヨンにキリコの行方を教えており、当人もキリコにワクチンを投与され難を逃れたが、自分は父親に「お前は悪魔に魂を売り渡した」と言われたことを気に病んでいた。ケロヨンとキリコがアメリカから帰国した後は行方不明であったが21世紀少年にて暴走族たちと共に行動していた。
実写版には未登場。
ポップ夫妻
ドイツの小さな町で自動車整備工を営む老夫婦。逃亡の末に行き倒れていたキリコを助けしばらく世話をする。その際“ともだち”の地球滅亡計画を聞かされるがあまり信じていなかった。世話のお礼にキリコから試作品のワクチンを貰うも勇気を出せず打てずいたが、町の少年ペーターに打つことに決めた。この際、妻の方はウイルスを発症していたような描写がされており、死亡したと思われていたが、21世紀少年では夫婦共々健在であった。
実写版には未登場。
ペリン神父
ルチアーノの恩師。イタリアの神父で古書・珍書研究家。当時ストリートギャングだったルチアーノに古い聖書の鑑定を依頼した。その後彼に酒・たばこ・ドラッグ・女性などを断つことを条件に弟子とした好人物。酒好きであるが赤ワインは苦手。2015年に泥酔していた際に坂道から転落し死亡したが、その際ルチアーノは弟子から「2016年が来たら二人で飲み明かそう」と話していたことと赤ワインを持って死んでいたことに疑問を感じる。その後彼の古書の中に“ともだち”のしんよげんの書と同じ記述がされたものがあり、それを調べていくとある古書店の老人がその本を日本人の依頼で制作したこと、その日本人がその古書が聖書に取って代わると言っていたことが明らかになった。
実写版には未登場。
スペードの市
矢吹丈（ケンヂ）とともに関所を突破した謎の人物。病気の妹がおり、彼女の薬代を稼ぐために一時は蝶野を関東軍に引き渡してしまうが、偽造手形を使って関東に入った際に関東軍の基地を襲撃し、蝶野を助け出した。その後は蝶野や仲間達と共に関東軍総統の下へ乗り込み、そこで矢吹丈の正体を知る事になる。ナイフ投げが得意。名前は「スペードのエース（1）」の意味。
実写版には未登場。
ジジババ
演：研ナオコ
ケンジの少年時代の駄菓子屋（正式屋号不明）の店主。作中時点では一人で経営していたが、かつては亡くなった夫（演：田中健）と経営していた為に店も彼女のこともジジババと呼ばれるようになったという。普段はほぼ動かないが、お面の少年がバッジを盗んだと思ったときは捕まえて問答無用で無理矢理剥ぎ取った。作品開始時点（1997年）では既に死亡しており、駄菓子屋の建物も取り壊されているが、ともだち暦3年には他の建物と同様復元された。
ビリー
演：高橋幸宏
焼き鳥屋「兵須（ベース）」を経営している。ケンヂが春波夫と共に組んでいたバンドのベーシスト。